# Dalton Castle
Dalton Castle er et peel tower fra middelalderen, der ligger i Dalton-in-Furness, Cumbria, England. Det er ejes af National Trust.  Det blev opført af munkene fra Furness Abbey til at beskytte den nærliggende købstad, og det var herfra abbeden administerede området.
Det blev brugt som fængsel fra 1257 til 1774.
Det er en listed building af første grad.